# Rhachidelus brazili
Rhachidelus brazili е вид змия от семейство Смокообразни (Colubridae). Видът не е застрашен от изчезване.

## Разпространение и местообитание
Разпространен е в Аржентина (Мисионес) и Бразилия (Гояс, Парана, Рио Гранди до Сул и Сао Пауло).
Обитава храсталаци и савани.